# Скорцоаса (комуна)
Скорцоаса (рум. Scorțoasa) — комуна у повіті Бузеу в Румунії. До складу комуни входять такі села (дані про населення за 2002 рік):
- Балта-Точила (314 осіб)
- Бечу (251 особа)
- Голу-Грабічина (375 осіб)
- Грабічина-де-Жос (338 осіб)
- Грабічина-де-Сус (3 особи)
- Гура-Веїй (258 осіб)
- Делень (121 особа)
- Дилма (147 осіб)
- Плопяса (372 особи)
- Полічорі (713 осіб)
- Скорцоаса (541 особа) — адміністративний центр комуни

Комуна розташована на відстані 110 км на північний схід від Бухареста, 25 км на північний захід від Бузеу, 107 км на захід від Галаца, 89 км на схід від Брашова.

## Населення
За даними перепису населення 2002 року у комуні проживали 3433 особи. Усі жителі комуни рідною мовою назвали румунську.
Національний склад населення комуни:
| Національність | Кількість осіб | Відсоток |
| -------------- | -------------- | -------- |
| румуни         | 3350           | 97,6%    |
| цигани         | 82             | 2,4%     |
| угорці         | 1              | < 0,1%   |

Склад населення комуни за віросповіданням:
| Релігія       | Кількість осіб | Відсоток |
| ------------- | -------------- | -------- |
| православні   | 3361           | 97,9%    |
| бретрени      | 39             | 1,1%     |
| адвентисти    | 32             | 0,9%     |
| римо-католики | 1              | < 0,1%   |